# M48 Patton
Az M48 Patton közepes harckocsi, mely a harmadik, és utolsó tank volt, amely  George Patton amerikai tábornokról lett elnevezve, aki a tankok harci alkalmazásának szószólója volt.

## Története
Az M48 Patton rendeltetése az volt, hogy lecserélje az  előző M47 Patton és M4 Sherman tankokat. Habár nagyban hasonlított elődjére, az M47 Patton tankra, az M48 Patton egy új terven alapult. Egyes M48A5 típusú tankok az 1980-as években is kiválóan teljesítettek az amerikai hadseregben és több típusváltozatai szolgálatban maradtak a világ több országában. Az M48 volt az utolsó amerikai tank, amelyen 90 mm-es ágyú volt, az utolsó, M48A5 típusváltozatra már 105 mm-es M68 ágyút szereltek.
A világon a Török Hadsereg használta a legnagyobb számban a M48 MBT típusú korszerűsített tankot, több mint 1400 állt náluk szolgálatban.
1951 február 27-én  az OTCM (Ordnance Technical Committee Minutes) #33791 jelzéssel elindította egy új tank tervezését, melyre 90mm-es T54-es löveg legyen szerelve (az M60 Patton-on a „T” jelölést „X”-re cserélték le).
Az M46 Patton és M47 Patton-eshez képest alaposabb korszerűsítésnek köszönhetően az M48-as új lövegtornyot kapott, a törzset újratervezték és feljavított felfüggesztést is kapott. A személyzetet az ágyús/géppuskás kiiktatásával 4-re csökkentették, tehát így lényegében egy teljesen új tankot hoztak létre.